# Tiếng Jarawa (Nigeria)
Jarawa (còn có tên Jar, Jara, hay trong tiếng Hausa: Jaranchi) là ngôn ngữ Jarawa Bantoid Nam đông người nói nhất ở Đông Nigeria.
Các phương ngữ gồm:
- Zhár (Bankal)
- Zugur (Duguri)
- Gwak (Gingwak)
- Ndaŋshi
- Dòòrì
- Mbat (Bada)
- Mùùn
- Kantana
- Dàmùl.

Kantana có thể là ngôn ngữ riêng biệt.